# Розалія (Вашингтон)
Розалія (англ. Rosalia) — місто (англ. town) в США, в окрузі Вітмен штату Вашингтон. Населення — 598 осіб (2020).

## Географія
Розалія розташована за координатами 47°14′11″ пн. ш. 117°22′33″ зх. д. / 47.23639° пн. ш. 117.37583° зх. д. (47.236478, -117.375889).  За даними Бюро перепису населення США в 2010 році місто мало площу 1,59 км², уся площа — суходіл.

### Клімат
| Клімат : Розалія        | Клімат : Розалія | Клімат : Розалія | Клімат : Розалія | Клімат : Розалія | Клімат : Розалія | Клімат : Розалія | Клімат : Розалія | Клімат : Розалія | Клімат : Розалія | Клімат : Розалія | Клімат : Розалія | Клімат : Розалія | Клімат : Розалія |
| Показник                | Січ.             | Лют.             | Бер.             | Квіт.            | Трав.            | Черв.            | Лип.             | Серп.            | Вер.             | Жовт.            | Лист.            | Груд.            | Рік              |
| Абсолютний максимум, °C | 15,6             | 18,9             | 23,3             | 34,4             | 36,7             | 38,9             | 44,4             | 41,7             | 38,3             | 32,2             | 22,2             | 17,8             | 44,4             |
| Середній максимум, °C   | 1,3              | 4,2              | 8,8              | 14,2             | 18,9             | 22,7             | 28,5             | 28,2             | 22,7             | 15,6             | 6,9              | 2,2              | 14,5             |
| Середній мінімум, °C    | −5,6             | −3,7             | −0,9             | 1,6              | 5,0              | 7,9              | 10,4             | 10,1             | 6,3              | 2,1              | −1,5             | −4,4             | 2,3              |
| Абсолютний мінімум, °C  | −32,2            | −31,7            | −20              | −12,2            | −5,6             | −2,8             | −1,7             | −0,6             | −11,7            | −16,1            | −26,1            | −33,9            | −33,9            |
| Норма опадів, мм        | 54               | 40               | 42               | 34               | 39               | 33               | 15               | 15               | 24               | 37               | 61               | 59               | 454              |
| Днів з опадами          | 13               | 11               | 11               | 9                | 9                | 8                | 4                | 4                | 6                | 8                | 12               | 13               | 108,0            |
| ----------------------- | ---------------- | ---------------- | ---------------- | ---------------- | ---------------- | ---------------- | ---------------- | ---------------- | ---------------- | ---------------- | ---------------- | ---------------- | ---------------- |
| Джерело:                |                  |                  |                  |                  |                  |                  |                  |                  |                  |                  |                  |                  |                  |

## Демографія
Згідно з переписом 2010 року, у місті мешкало 550 осіб у 228 домогосподарствах у складі 151 родини. Густота населення становила 345 осіб/км².  Було 270 помешкань (169/км²).
Расовий склад населення:
| - 96,5 % — білих - 0,7 % — чорних або афроамериканців - 0,4 % — корінних американців - 0,2 % — азіатів |

До двох чи більше рас належало 1,3 %. Частка іспаномовних становила 4,2 % від усіх жителів.
За віковим діапазоном населення розподілялося таким чином: 24,4 % — особи молодші 18 років, 59,1 % — особи у віці 18—64 років, 16,5 % — особи у віці 65 років та старші. Медіана віку мешканця становила 43,4 року. На 100 осіб жіночої статі у місті припадало 102,2 чоловіків;  на 100 жінок у віці від 18 років та старших — 95,3 чоловіків також старших 18 років.
Середній дохід на одне домашнє господарство  становив 50 141 долар США (медіана — 39 205), а середній дохід на одну сім'ю — 58 148 доларів (медіана — 44 896). За межею бідності перебувало 17,3 % осіб, у тому числі 32,0 % дітей у віці до 18 років та 7,2 % осіб у віці 65 років та старших.
Цивільне працевлаштоване населення становило 235 осіб. Основні галузі зайнятості: освіта, охорона здоров'я та соціальна допомога — 24,7 %, публічна адміністрація — 9,4 %, роздрібна торгівля — 8,9 %, будівництво — 8,9 %.